# Nnewi
Nnewi est une ville de l'État d'Anambra au Nigeria.
C'est un royaume traditionnel, le royaume de Nnewi, fondé en 1498.

## Liste des monarques de Nnewi
Le 20e et actuel roi est, depuis 1963, Igwe Orizu III (en), issu de la maison de Nnofo (en).
1. Eze Mmaku (1477-1529), règne de 1498 à 1529 ;
2. Eze Ikenga (1503-1577), règne de 1529 à 1577 ;
3. Eze Nnewi (1530-1607), règne de 1577 à 1607 ;
4. Eze Okpala (1560-1629), règne de 1607 à 1608 ;
5. Eze Digbo (1563-1635), règne de 1608 à 1631 ;
6. Eze Otolo (1566-1639), règne de 1631 à 1639 ;
7. Eze Enem (1598-1675), règne de 1639 à 1651 ;
8. Eze Nnofo (1600-1685), règne de 1651 à 1685 ;
9. Eze Udude (1625-1710), règne de 1685 à 1710 ;
10. Eze Agha (Onuo Ora) (1650-1745), règne de 1710 à 1745 ;
11. Eze Agha Jr (1685-1763), règne de 1745 à 1747 ;
12. Eze Nnwa (1701-1791), règne de 1747 à 1791 ;
13. Eze Oguine (1740-1831), règne de 1791 à 1831 ;
14. Eze Chukwu (1769-1840), règne de 1831 à 1840 ;
15. Eze Ukwu (en) (1799-1862), règne de 1840 à 1862 ;
16. Igwe Okafo (en) (1830-1891), règne de 1862 à 1891 ;
17. Igwe Iwuchukwu (en) (1855-1904), règne de 1891 à 1904 ;
18. Igwe Orizu Ier (en) (1881-1924), règne de 1904 à 1924 ;
19. Igwe Orizu II (en) (1901-1963), règne de 1924 à 1962 ;
20. Igwe Orizu III (en) (né en 1925), règne depuis 1963